# Майка Русия
Майка Русия е израз, използван за олицетворение на Русия.
От средновековието най-често олицетворенията, свързани с Русия, са традиционно женски и там най-често фигурите са на майки. Заклеймен е като символ на изостаналост и национален гнет от съветската пропаганда до първата половина на 1930-те години, когато отчасти е реабилитиран, като Съветска родина-майка – майка на всички народи от Съветския съюз, с цел патриотизмът да се използва за повдигане на бойния морал.
Най-често срещаните изрази за националното олицетворение на Русия са:
- Майка Русия (на руски: Матушка Россия, Россия-матушка, Мать-Россия, Матушка Русь);
- Родина-майка (на руски: Родина-мать).

В руския език понятието родина се дава от 2 термина: на руски: родина – буквално „място на раждане“) и на руски: отчизна, буквално „отечество“).
Харалд Хаарман и Орландо Фигес виждат богинята Мокош като източник на концепцията за „Майка Русия“.

## Вижте още
- Родината-майка зове
- Майка България